# سازمان دانش‌آموختگان ایران اسلامی
ادوار تحکیم وحدت یا سازمان دانش‌آموختگان ایران اسلامی یک سازمان سیاسی و دانشگاهی منتقد حکومت ایران است که اعضای سابق دفتر تحکیم وحدت که پس از فارغ‌التحصیلی تمایل به ادامهٔ فعالیت تشکیلاتی دارند به عضویت آن در می‌آیند. 
این سازمان به عنوان حزبی رسمی فعالیت خود را در دوران ریاست جمهوری محمد خاتمی شروع کرد. اما فعالیت های این سازمان پس از حوادث ۱۳۸۸ در ایران کمرنگ شد.

## گرایش‌های سیاسی سازمان
- این سازمان در انتخابات دور نهم ریاست جمهوری ایران در موضع تحریم بود اما در دور دوم از اکبر هاشمی رفسنجانی حمایت کرد.
- این سازمان در انتخابات دور دهم ریاست جمهوری از مهدی کروبی حمایت کرد.

## بازداشت اعضاء و ضبط اموال
بسیاری از اعضای ادوار تحکیم وحدت در جریان اعتراضات بعد از انتخابات ریاست جمهوری دهم دستگیر شدند
در سال ۱۳۸۵ ماموران حکومتی با حکم قضایی، اموالی از این سازمان را در دفتر سامان ضبط کردند. در سال ۱۳۹۷ این سازمان توانست مجددا کنگره خود را برگزار کند. از جمله دبیرکل این سازمان احمد زیدآبادی است که به ۶ سال زندان و تبعید در گناباد و محرومیت مادام‌العمر از فعالیت‌های اجتماعی و سیاسی محکوم شد. عبدالله مومنی، سخنگوی این سازمان نیز به ۶ سال حبس تعزیری و ۲ سال حبس تعلیقی محکوم شده است.